# Time Fades Away
Time Fades Away es el primer álbum en vivo del músico canadiense Neil Young, publicado por la compañía discográfica Reprise Records en octubre de 1973.
El álbum, integrado por material previamente inédito, fue grabado con The Stray Gators durante la gira de promoción de Harvest. Hasta la fecha, y a pesar de recibir en su mayoría críticas positivas de la prensa musical, no ha sido editado en disco compacto debido a la insatisfacción del músico con esa serie de conciertos.

## Historia
Aunque «Love in Mind» data de una gira en solitario que Neil Young llevó a cabo en 1971 (fue grabado el 30 de enero, durante el mismo concierto en que se grabó la versión de «The Needle and the Damage Done» incluida en Harvest), el resto de canciones de Time Fades Away fueron grabadas durante una gira de 62 conciertos que el músico desarrolló a comienzos de 1973. Los conciertos estaban integrados por una parte acústica seguida de un set eléctrico en el que el músico estaba respaldado por The Stray Gators. Danny Whitten, guitarrista de Crazy Horse, iba a participar en la gira, pero Young lo envió a su casa al no estar en las condiciones necesarias para afrontar una gira. Poco después, Whitten falleció a causa de una sobredosis de heroína. Su muerte, junto a la de Bruce Berry, inició un periodo de tristeza y remordimiento en la vida personal de Young que se plasmó en trabajos publicados entre Time Fades Away y Tonight's the Night, popularmente conocidos como «The Ditch Trilogy».
La gira sirvió como promoción del álbum Harvest, el mayor éxito comercial de Young hasta la fecha al alcanzar el primer puesto en las listas de discos más vendidos de Estados Unidos, Canadá y Reino Unido. Sin embargo, el público no reaccionó positivamente a las nuevas canciones interpretadas ni al nuevo sonido de The Stray Gators, más reminiscente del antiguo sonido de Crazy Horse. Además, Young sufrió problemas a medida que la gira progresaba, frustrando al batería Kenneth Buttrey hasta el punto que abandonó el grupo a mitad de la gira. Buttrey fue reemplazado por Johnny Barbata, que había trabajado anteriormente con Turtles, Jefferson Airplane y Crosby, Stills, Nash & Young y que figura en todas las grabaciones de Time Fades Away. De forma similar, el pianista Jack Nitzsche sufrió frustración durante la gira, y según el productor Elliot Mazzer, solía decir obscenidades a su micrófono mientras estaba desconectado. Durante la gira, Young cambió su guitarra Gibson Les Paul por una Gibson Flying V. 
El abuso de alcohol, combinado con el estilo vocal cercano al falsete, hizo que Young sufriera una infección de garganta durante los últimos conciertos de al gira, por lo que llamó a David Crosby y Graham Nash para complementar las armonías vocales. Sin embargo, los enfrentamientos continuaron, con Nitzsche quejándose de que no podía oírse a sí mismo porque la guitarra eléctrica de Crosby dominaba la mezcla de sonido. Tras noventa días, la gira concluyó en Salt Lake City.

## Grabación
Time Fades Away fue grabado directamente de la mesa de sonido a un magnetófono de 16 pistas usando Quad-8 CompuMix, la primera y poco fiable mesa de mezclas digitales, en contra del deseo del productor David Briggs, que se refería a ella como «Compufuck». Sin embargo, Briggs se vio obligado a ceder a los deseos de Young, lo cual dio lugar a un álbum con un sonido turbio.
Según Phil Brown: «No hay cintas maestras de dos pistas para este disco. Los discos fueron hechos directamente de los másters de 16 pistas a través del sistema Compumix. Se grabó una mezcla a una segunda máquina de 16 pistas -teníamos dos que funcionaban perfectamente- pero se descartó cuando estábamos haciéndolo. Fui el ingeniero de masterización que hizo los máster».
Debido a que no se realizaron másteres en estéreo de dos pistas como era común en la época, Time Fades Away no puede remasterizarse de una forma tradicional, por lo que una nueva publicación en CD requiere una nueva mezcla a partir de las cintas multipista originales.

## Recepción
Tras su publicación, Time Fades Away obtuvo reseñas generalmente positivas de la prensa musical. Mark Deming de Allmusic escribió: «Pocos rockeros han sido tan dispuestos como Young para sentarse de forma incondicional ante su público, y Time Fades Away se alinea con los álbumes más valientes y dolorosamente honestos de su carrera - como el tequila que Young bebía durante la gira, no es para cualquiera, pero puedes quedar sorprendido por su poderoso efecto». Bud Scoppa, en su crónica para la revista Rolling Stone, escribió: «Si Young parece necio y arrogante en varias partes del disco, parece permitirnos una visión de esos defectos, en lugar de dejar que se deslicen y estropear sus mejores momentos sin su consentimiento, como ocurrió en Harvest. Time Fades Away es una idiosincrasia de uno de los artistas más idiosincrásicos del rock and roll. Si no es un éxito rotundo, el álbum sigue siendo un autorretrato revelador de un hombre siempre fascinante». Además, el grupo R.E.M. citó al álbum como una fuente de inspiración para grabar New Adventures in Hi-Fi.
A nivel comercial, Time Fades Away alcanzó el puesto 22 en la lista estadounidense Billboard 200 y fue certificado disco de oro por la RIAA tras superar el medio millón de copias vendidas. En el Reino Unido, donde la BPI lo certificó como disco de oro, el álbum llegó al puesto 20 de la lista UK Albums Chart. En su país natal, Time Fades Away alcanzó el puesto nueve de la lista de discos más vendidos. Por otra parte, el tema que da título al álbum, «Time Fades Away», fue publicado como sencillo, con una versión en directo de «Last Trip to Tulsa» como cara B también grabada durante la gira de 1972 y solamente disponible en el sencillo. El sencillo alcanzó el puesto 109 de la lista Billboard Hot 100.

## Reedición yTime Fades Away II
Junto con la banda sonora Journey Through the Past, Time Fades Away es el único disco del catálogo musical de Neil Young no disponible en disco compacto. Young ha citado a menudo sus recuerdos desfavorables de la gira como la principal razón para no publicarlo. En el libreto que acompaña al recopilatorio Decade, el músico escribió: 

«Ninguna canción del álbum está aquí incluida. Fue grabado durante mi mayor gira, 65 conciertos en 90 días. Las molestias con el dinero entre distintas personas arruinaron la gira, pero publiqué esto de todos modos, de modo que vosotros, los folks, pudieseis ver lo que pasa si lo pierdes por un momento. Estaba más interesado en un enfoque de audio diferente que en satisfacer las demandas del público para una repetición de Harvest.

A mediados de la década de 1990, Young planeó la publicación de Time Fades Away usando un sonido HDCD. Aunque se hicieron varios prensados de prueba y se fijó el 7 de noviembre de 1995 como fecha de publicación, el álbum fue archivado por razones desconocidas. A comienzos de 2007, Young reiteró que no había planes para publicar el álbum en CD, por lo que la única vía disponible para conseguir el álbum es mediante copias en vinilo de segunda mano.
En octubre de 2009, Young comentó a la revista Guitar World que un disco titulado Time Fades Away II iba a ser incluido en el segundo cofre de la serie Neil Young Archives. Al respecto, comentó: «Es interesante porque [Time Fades Away II] tiene un batería diferente del que había en aquel álbum. Kenny Buttrey estaba ahí durante la primera parte, y Johnny Barbata llegó para la segunda. Es algo completamente distinto, con canciones completamente distintas».
En un esfuerzo por obtener una distribución más amplia en lo que consideran una grabación esencial de Young, algunos seguidores iniciaron una petición en 2005 solicitando su publicación oficial en disco compacto. En diciembre de 2005, la petición alcanzó las 5 000 firmas, mientras que a día del 9 de enero de 2014, el número de firmas superaba las 16 000.

## Lista de canciones
Todas las canciones escritas y compuestas por Neil Young. 
| Cara A |                                                                           |          |  |
| N.º    | Título                                                                    | Duración |  |
| 1.     | «Time Fades Away» (The Myriad, Oklahoma City, 01/03/1973)                 | 5:36     |  |
| 2.     | «Journey Through the Past» (Public Hall, Cleveland, 11/02/1973)           | 3:19     |  |
| 3.     | «Yonder Stands the Sinner» (Seattle Center Coliseum, Seattle, 17/03/1973) | 3:17     |  |
| 4.     | «L.A.» (The Myriad, Oklahoma City, 01/03/1973)                            | 3:11     |  |
| 5.     | «Love in Mind» (Royce Hall, UCLA, 30/01/1971)                             | 1:58     |  |

| Cara B |                                                                        |          |  |
| N.º    | Título                                                                 | Duración |  |
| 1.     | «Don't Be Denied» (Memorial Auditorium, Phoenix, 28/03/1973)           | 5:16     |  |
| 2.     | «The Bridge» (Memorial Auditorium, Sacramento, California, 01/04/1973) | 3:05     |  |
| 3.     | «Last Dance» (Sports Arena, San Diego, California, 29/03/1973)         | 8:47     |  |

## Personal
Músicos
- Neil Young: guitarra, piano, armónica y voz
- Ben Keith: pedal steel y voz (en los temas 1, 3, 4, 6, 8)
- Jack Nitzsche: piano (en los temas 1, 3, 4, 6, 8)
- Johnny Barbata: batería (en los temas 1, 3, 4, 6, 8)
- Tim Drummond: bajo (en los temas 1, 3, 6, 8)
- Joe Yankee: bajo en "L.A."
- David Crosby: guitarra rítmica y coros (en temas 3, 6, 8)
- Graham Nash: guitarra rítmica y coros (en temas 3, 6, 8)

## Posición en listas
| País           | Lista                 | Posición |
| -------------- | --------------------- | -------- |
| Canadá         | Canadian Albums Chart | 9        |
| Estados Unidos | Billboard 200         | 22       |
| Japón          | Oricon LP Chart       | 24       |
| Noruega        | VG-lista Albums Chart | 16       |
| Reino Unido    | UK Albums Chart       | 20       |

| Sencillo          | Lista             | Posición |
| ----------------- | ----------------- | -------- |
| «Time Fades Away» | Billboard Hot 100 | 109      |

## Certificaciones
| Fecha                  | País           | Organismo certificador | Certificación | Ventas certificadas |
| ---------------------- | -------------- | ---------------------- | ------------- | ------------------- |
| 7 de diciembre de 1973 | Estados Unidos | RIAA                   | Oro           | 500 000             |